# Lepisorus onoei
Lepisorus onoei är en stensöteväxtart som beskrevs av Ren-Chang Ching. Lepisorus onoei ingår i släktet Lepisorus och familjen Polypodiaceae. Inga underarter finns listade.